# Schizonepeta
Schizonepeta es un género con cinco especies de plantas con flores perteneciente a la familia Lamiaceae.
Algunos autores lo incluyen como sinónimo en el género Nepeta. 

## Especies seleccionadas
| - Schizonepeta annua - Schizonepeta botryoides - Schizonepeta deserticola - Schizonepeta kocamica - Schizonepeta tenuifolia |